# Unione Sportiva Pistoiese 1928-1929
Questa voce raccoglie le informazioni riguardanti la Unione Sportiva Pistoiese nelle competizioni ufficiali della stagione 1928-1929.

## Stagione
La Pistoiese neopromossa in Divisione Nazionale, il massimo livello del calcio nazionale, dopo il 2º posto in Prima Divisione 1927-1928, per il campionato di Divisione Nazionale 1928-1929 è stata inclusa nel Girone B. In questa stagione si completa la riforma dei campionati, dalla prossima stagione non ci saranno più gironi nei primi due livelli del calcio nazionale. Le prime nove dei due gironi daranno vita alla nuova Serie A. Il torneo gli arancioni lo concludono al 12º posto con 25 punti, e questo piazzamento prevede il diritto di partecipare al nuovo campionato di Serie B 1929-1930, primo torneo di seconda serie a girone unico. Il girone B è stato dominato dal Bologna, che lo ha vinto con 49 punti, poi vincerà anche lo scudetto superando in finale il Torino. Il tecnico della Pistoiese in questa stagione è il danubiano Emerich Hermann, mentre sono due gli atleti arancioni che raggiungono la doppia cifra in fatto di reti, con 12 Elio Civinini, mentre Alberto Barni ne firma 10.

## Divise
| Casa |

## Rosa
| N. |                   | Ruolo | Calciatore           |
| -- | ----------------- | ----- | -------------------- |
|    | Italia (bandiera) | P     | Giovanni Costa       |
|    | Italia (bandiera) | P     | Cozzi                |
|    | Italia (bandiera) | P     | Piero Pepi           |
|    | Italia (bandiera) | D     | Rolando Camurri      |
|    | Italia (bandiera) | D     | Italo Pizziolo       |
|    | Italia (bandiera) | D     | Ilo Vecchi           |
|    | Italia (bandiera) | D     | Renato Vignolini     |
|    | Italia (bandiera) | C     | Dino Benti           |
|    | Italia (bandiera) | C     | Giovanni Frassoldati |
|    | Italia (bandiera) | C     | Lorenzo Gallo        |
|    | Italia (bandiera) | C     | Dino Nassi           |

| N. |                   | Ruolo | Calciatore           |
| -- | ----------------- | ----- | -------------------- |
|    | Italia (bandiera) | C     | Mario Pizziolo       |
|    | Italia (bandiera) | C     | Libero Simonatti     |
|    | Italia (bandiera) | A     | Mario Allorini       |
|    | Italia (bandiera) | A     | Alberto Barni        |
|    | Italia (bandiera) | A     | Carlo Cantini        |
|    | Italia (bandiera) | A     | Elio Civinini (I)    |
|    | Italia (bandiera) | A     | Luigi Ferrero        |
|    | Italia (bandiera) | A     | Alessandro Gambino   |
|    | Italia (bandiera) | A     | Ferdinando Innocenti |
|    | Italia (bandiera) | A     | Elia Puccini         |
|    | Italia (bandiera) | A     | Dino Tasselli        |

## Risultati

### Divisione Nazionale - girone B

#### Girone di andata
| Arbitro: | Turbiani (Ferrara) |

|                        |           |               |
| Catto 47’ Levratto 53’ | Marcatori | 25’ Innocenti |

| Arbitro: | Lenti (Genoa) |

|  |           |               |
|  | Marcatori | 17’ Pampaloni |

| Arbitro: | Mangano (Milano) |

|                                      |           |           |
| Civinini 60’ Cantini 80’ Ferrero 82’ | Marcatori | 2’ Padoan |

| Arbitro: | Pessato (Monfalcone) |

|                                             |           |  |
| L. Cevenini 10’, 61’ Munerati 52’ Vojak 58’ | Marcatori |  |

| Arbitro: | Scarpi (Dolo) |

|           |           |                    |
| Barni 10’ | Marcatori | 82’ Guglielminotti |

| Arbitro: | Enrietti (Torino) |

|                                                     |           |  |
| Spivach 20’ C. Cevenini 35’ Bodrato 41’ Griggio 87’ | Marcatori |  |

| Arbitro: | Bo (Genova) |

|                |           |              |
| Barni 81’, 83’ | Marcatori | 57’ Casalino |

| Arbitro: | Caironi (Milano) |

|                        |           |  |
| Civinini 42’ Barni 89’ | Marcatori |  |

| Arbitro: | Bruna (Venezia) |

|                                                     |           |  |
| Schiavio 16’, 32’, 63’ Della Valle 44’ Genovesi 77’ | Marcatori |  |

| Arbitro: | R. Barlassina (Novara) |

|  |           |               |
|  | Marcatori | 49’ Innocenti |

| Arbitro: | Turbiani (Ferrara) |

|                                 |           |                                   |
| Gadaldi 27’ (aut.) Civinini 35’ | Marcatori | 10’, 25’ C. Barbieri 14’ Maffioli |

| Arbitro: | Lenti (Genova) |

|                                                                     |           |              |
| Conti 4’, 81’ Viani 7’ Mazzoletti 9’ Meazza 34’, 41’, 45’, 61’, 83’ | Marcatori | 23’ Civinini |

| Arbitro: | Pessato (Monfalcone) |

|              |           |           |
| Civinini 15’ | Marcatori | 47’ Porta |

| Arbitro: | Scarpi (Dolo) |

|                          |           |                   |
| Casanova 3’ Lombatti 61’ | Marcatori | 25’, 56’ Civinini |

| Arbitro: | Garbieri (Genova) |

|              |           |           |
| Civinini 26’ | Marcatori | 32’ Teddy |

#### Girone di ritorno
| Arbitro: | R. Barlassina (Novara) |

|             |           |  |
| Ferrero 48’ | Marcatori |  |

| Arbitro: | Malagodi (Bologna) |

|                                  |           |             |
| Buscaglia 5’, 46’, 61’ Ghisi 84’ | Marcatori | 51’ Gambino |

| Arbitro: | Caironi (Milano) |

|            |           |              |
| Gorini 25’ | Marcatori | 53’ Civinini |

| Arbitro: | Scarpi (Dolo) |

|  |           |                         |
|  | Marcatori | 1’, 6’, 20’, 47’ Sanero |

| Arbitro: | Ferro (Milano) |

|                |           |  |
| Gaia 6’ (rig.) | Marcatori |  |

| Arbitro: | Osti (Ferrara) |

|                       |           |             |
| Gallo 7’ Civinini 55’ | Marcatori | 40’ Griggio |

| Arbitro: | Lupini (Bergamo) |

|                                                                                                |           |  |
| Agù 5’, 52’ F. Santagostino 66’, 77’ L. Bajardi 59’ Zanello 61’ C. Villa 65’, 79’ Casalino 75’ | Marcatori |  |

| Arbitro: | Gonani (Ravenna) |

|                      |           |  |
| R. Bodini 67’ (rig.) | Marcatori |  |

| Pistoia 5 maggio 1929 24ª giornata | Pistoiese              | 0 – 0 | Bologna | Stadio Monteoliveto\| Arbitro: \| R. Barlassina (Novara) \| |
| Arbitro:                           | R. Barlassina (Novara) |       |         |                                                             |

| Arbitro: | U. Gama (Milano) |

|                           |           |  |
| Civinini 3’ Innocenti 60’ | Marcatori |  |

| Arbitro: | Mattea (Casale Monf.) |

|                             |           |  |
| Chitò 29’ Giuliani 54’, 57’ | Marcatori |  |

| Arbitro: | Pessato (Monfalcone) |

|           |           |  |
| Barni 40’ | Marcatori |  |

| Arbitro: | Casetta (Torino) |

|                       |           |          |
| Dalfini 56’ Porta 75’ | Marcatori | 9’ Barni |

| Arbitro: | Mattea (Casale Monf.) |

|                                                                    |           |                         |
| Cantini 10’, 21’ Pizziolo 13’, 55’ Barni 14’, 67’, 88’ Ferrero 63’ | Marcatori | 5’ Lombatti 16’ Bertoli |

| Arbitro: | Delle Mole (Vicenza) |

|                   |           |                        |
| Mihalich 44’, 55’ | Marcatori | 27’ Civinini 88’ Barni |

## Statistiche

### Statistiche di squadra
| Competizione        | Punti | Totale | Totale | Totale | Totale | Totale | Totale |
| Competizione        | Punti | G      | V      | N      | P      | Gf     | Gs     |
| ------------------- | ----- | ------ | ------ | ------ | ------ | ------ | ------ |
| Divisione Nazionale | 25    | 30     | 9      | 7      | 14     | 36     | 65     |
| Totale              | 25    | 30     | 9      | 7      | 14     | 36     | 65     |